# Jakub Wikłacz
Jakub Wikłacz (ur. 10 września 1996 w Olsztynie) – polski zawodnik mieszanych sztuk walki (MMA). Zdobywca pucharów na amatorskich Mistrzostwach Polski z lat 2012, 2013 i 2014. Były mistrz organizacji KSW w wadze koguciej. Wcześniej walczył także dla takich organizacji jak: Spartan Fight, ACB, PLMMA czy Celtic Gladiator. Aktualnie związany z największą organizacją MMA na świecie – UFC.

## Styl walki
Stylem bazowym zawodnika jest grappling, na 14 zwycięskich walk skończył aż 10 przez poddania rywali.
25 czerwca 2023 podczas Zenith BJJ Camp w Gnieźnie, został promowany na czarny pas w brazylijskim jiu-jitsu (BJJ). Promocję na ten tytuł otrzymał z rąk Brazylijczyka, Roberta Drysdale’a.

## Kariera MMA

### Wczesna kariera
Wikłacz zadebiutował w zawodowych mieszanych sztukach walki 8 czerwca 2014 roku podczas gali Fighters Arena 9, odbywającej się w Józefowie. Pokonał tam zawodnika z Czech, Nickolasa Kosmela poddaniem po niespełna minucie walki.
Drugi pojedynek odbył na Gladiator Arena 7 w Pyrzycach, gdzie pokonał Igora Wojtasa decyzją niejednogłośną po trzech rundach. Następny pojedynek stoczył dla Profesjonalnej Ligi MMA, zwyciężając przez poddanie w pierwszej odsłonie z Adrianem Binieckim. Czwarty bój zremisował z Marcinem Bilmanem, podczas Makowski Fighting Championship 8.

### Spartan Fight
W 2016 podpisał kontakt z federacją Spartan Fight, dla której stoczył dwie walki, jedną wygrał z Azamatem Mustafajewem, a drugą przegrał na kolejnej gali z Dawidem Gralką. Obie walki zakończyły się poprzez poddania w pierwszych rundach.

### ACB
W międzyczasie podpisał kolejny kontrakt, tym razem z rosyjską federacją Absolute Championship Berkut (aktualnie Absolute Championship Akhmat). Dla nowego pracodawcy Wikłacz stoczył także dwie walki.
18 lutego 2017 na gali ACB 53: Young Eagles 15 odbywającej się w rodzinnym Olsztynie, przegrał przez TKO z Dukwachą Astamirowem. Równo dziesięć gal później zwyciężył z Sebastianem Przybyszem decyzją jednogłośną.

### Powrót do Spartan Fight, Celtic Gladiator i EFC
23 września 2017 powrócił do organizacji Spartan Fight, poddał tam duszeniem zza pleców Błażeja Majdana, po dwóch minutach pierwszej rundy. Na kolejnej gali ponownie zwyciężył poddaniem, tym razem w drugiej rundzie z Piotrem Wróblewskim.
28 kwietnia 2018 stoczył jeden zwycięski pojedynek dla irlandzkiej federacji Celtic Gladiator.
Dwa następne zwycięstwa zanotował dla Eagles Fighting Championship, federacji organizującej gale w Mołdawii.

### KSW
Po imponującej serii sześciu zwycięstw z rzędu podpisał kontrakt z najlepszą polską organizacją, Konfrontacją Sztuk Walki (KSW).
11 lipca 2020 podczas KSW 53: Reborn stoczył pierwszy pojedynek dla nowego pracodawcy. Walkę przegrał w trzeciej rundzie, po uderzeniach na korpus w parterze, z byłym przeciwnikiem Sebastianem Przybyszem. To starcie miało miano eliminatora do walki o pas mistrzowski KSW w wadze koguciej
24 kwietnia 2021 na KSW 60: De Fries vs. Narkun 2 powrócił na tor zwycięstw, zwyciężając po trzech rundach jednogłośną decyzją z Patrykiem Surdynem.
Trzeci pojedynek dla polskiego giganta odbył trzy gale później (KSW 63: Crime of The Century), gdzie spotkał się w walce z byłym mistrzem KSW kategorii koguciej – Antunem Račiciem. Mimo dyspozycji underdoga walkę zwyciężył w swoim stylu, poddając gilotyną w pierwszej odsłonie Chorwata. Trzy dni po gali KSW nagrodziło zawodnika bonusem finansowym w kategorii poddanie wieczoru.
28 czerwca 2022 na gali KSW 71: Ziółkowski vs. Rajewski w Toruniu, pokonał jednogłośnie po parterowej dominacji trwającej trzy rundy (30-26 u trzech sędziów) byłego pretendenta do pasa, Brazylijczyka – Bruno Augusto dos Santosa.

#### Mistrz wagi koguciej KSW
W drugiej walce wieczoru gali XTB KSW 77: Khalidov vs. Pudzianowski, która odbyła się 17 grudnia 2022 w Gliwicach, doszło do trylogii o pas mistrzowski wagi koguciej, pomiędzy Wikłaczem a mistrzem Sebastianem Przybyszem. Pojedynek ten potrwał pełen pięcio-rundowy dystans, po którym to werdyktem niejednogłośnym (47-48, 49-46, 48-46) zwyciężył Jakub Wikłacz, odbierając tytuł zawodnikowi trenującemu w Gdyni. Pojedynek nagrodzono bonusem za najlepszą walkę wieczoru.
Oczekiwano, że 3 czerwca 2023 na gali XTB KSW 83: Colosseum 2 na Stadionie Narodowym w Warszawie, przystąpi do pierwszej obrony pasa mistrzowskiego wagi koguciej, gdzie zmierzyłby się w konfrontacji z Brazylijczykiem, Werllesonem Martinsem za kontuzjowanego Gruzina, Zuriko Jojue. Ostatecznie na dzień przed zaplanowanym wydarzeniem anulowano ten pojedynek, ze względu na przekroczenie przez Martinsa zakontraktowanego limitu wagowego o 5,2 kg. Powodem zaistniałej sytuacji miały być nocne kłopoty zdrowotne Brazylijczyka. Federacja KSW także zaproponowała Wikłaczowi możliwość walki z innym rywalem, jednak sztab mistrza zrezygnował z tego starcia.
Podczas walki wieczoru gali KSW 86, która rozegrała się 16 września 2023 we wrocławskiej Hali „Orbita”, przystąpił do pierwszej obrony tytułu wagi koguciej. Jego rywalem po raz czwarty został Sebastian Przybysz. Walka zakończyła się niespodziewanym scenariuszem pod koniec czwartej rundy, podczas której to Wikłacz kopnął będącego w parterze Przybysza nielegalnym kopnięciem tzw. soccer kickiem. Od razu po tej akcji sędzia ringowy zatrzymał to starcie i zawiadomił cutmana do klatki, który w rozmowie z Przybyszem stwierdził jego niezdolność do kontynuowania walki. Następnie sędzia Marc Goddard także uznał, że kopnięcie wyprowadzone przez Wikłacza było nieintencjonalne, jednak musiał mu odjąć -2 punkty, zaś pozostali sędziowie po zliczeniu punktów zawodników wypunktowali pojedynek trzykrotnie w stosunku 37 do 37, co dało remis jednogłośny przez drogę technicznej decyzji. W związku z zaistniałą sytuacją pas mistrzowski utrzymał się u Jakuba Wikłacza.
Do drugiej obrony tytułu przystąpił 16 marca 2024 w Gorzowie Wielkopolskim, gdzie na gali XTB KSW 92 zmierzył się z pretendentem, Zuriko Jojuą. Pojedynek trwający pełen dystans zakończył się jednogłośnym zwycięstwem Wikłacza. Starcie obu zawodników zostało nagrodzone przez organizację dodatkowym bonusem za najlepszą walkę wieczoru.
7 czerwca 2024 na KSW 95 w Olsztynie, w trzeciej obronie tytułu po raz piąty stoczył walkę z Sebastianem Przybyszem. Wikłacz w drugiej rundzie technicznie poddał Przybysza duszeniem gilotynowym, które doprowadziło do utraty przytomności pretendenta. Triumf ten przyniósł mu aż dwa bonusy wyróżniające m.in. w kategorii poddanie wieczoru oraz walkę wieczoru.
16 grudnia tego samego roku, organizacja KSW poinformowała o zakończeniu współpracy z Wikłaczem oraz rozwiązaniem kontraktu z nim za porozumieniem stron.

### UFC
W czerwcu 2025 roku, podpisał kontrakt z największą organizacją MMA na świecie – Ultimate Fighting Championship. Wikłacz dla nowego pracodawcy zadebiutuje 4 października 2025 na gali UFC 320 w Las Vegas, gdzie zawalczy z byłym mistrzem Bellator MMA, Patchym Mixem.

## Osiągnięcia

### Mieszane sztuki walki
Amatorskie
- 2012: Mistrzostwa Polski Północnej Amatorskiego MMA – 3. miejsce, kat. -62 kg, Olsztyn[48]
- 2012: Mistrzostwa Polski Północnej Amatorskiego MMA – 3. miejsce, Elblag
- 2012: Mistrzostwa Polski Amatorskiego MMA – 2. miejsce, Teresin
- 2012: Mistrzostwa Pomorza Amatorskiego MMA – 2. miejsce, Puck
- 2013: Mistrzostwa Polski Północnej Amatorskiego MMA – 1. miejsce, kat. -62 kg[49]
- 2014: Mistrzostwa Polski Amatorskiej Ligi MMA, formuła Full Contact[50] – 1. miejsce

Zawodowe
- Konfrontacja Sztuk Walki
  - 2022-2024: Międzynarodowy mistrz KSW w wadze koguciej[3]
  - Bonus za poddanie wieczoru (dwa razy) vs. Antun Račić (2021)[27], Sebastian Przybysz (2025)[45]
  - Bonus za walkę wieczoru (trzy razy) vs. Sebastian Przybysz (2022)[32], Zuriko Jojua (2024)[42], Sebastian Przybysz (2024)[45]

### Brazylijskie jiu-jitsu
- 2017: XIII Mistrzostwa Polski w BJJ Gi – 2. miejsce, purpurowe pasy kat. -70 kg[51][52]

- 2021: Puchar Polski No Gi – 1. miejsce, brązowe pasy, Luboń[53]
- 2023: Czarny pas[5][6]

### Submission fighting
- 2021: ADCC Polish Cup 2021 – 4. miejsce, kat. PRO; -76,9 kg, Warszawa[54]

## Lista zawodowych walk w MMA
| Wynik     | Bilans | Przeciwnik (bilans przed walką) | Rozstrzygnięcie                             | Runda | Czas | Rozgrywki                                 | Data       | Miejsce             | Uwagi                                                                                           |
| --------- | ------ | ------------------------------- | ------------------------------------------- | ----- | ---- | ----------------------------------------- | ---------- | ------------------- | ----------------------------------------------------------------------------------------------- |
|           |        | Patchy Mix (20-2)               |                                             |       |      | UFC 320                                   | 04.10.2025 | Las Vegas           | Debiut w UFC.                                                                                   |
| Wygrana   | 16-3-2 | Sebastian Przybysz (12-3-1)     | Techniczne poddanie (duszenie gilotynowe)   | 2     | 3:15 | KSW 95: Wikłacz vs. Przybysz 5            | 07.06.2024 | Olsztyn             | Obronił pas mistrzowski KSW w wadze koguciej. Bonus za poddanie oraz walkę wieczoru. Main Event |
| Wygrana   | 15-3-2 | Zuriko Jojua (9-1)              | Decyzja (jednogłośna)                       | 5     | 5:00 | XTB KSW 92: Wikłacz vs. Jojua             | 16.03.2024 | Gorzów Wielkopolski | Obronił pas mistrzowski KSW w wadze koguciej. Bonus za walkę wieczoru. Main Event               |
| Remis     | 14-3-2 | Sebastian Przybysz (12-3)       | Techniczna decyzja (jednogłośny remis)      | 4     | 4:16 | KSW 86: Wikłacz vs. Przybysz 4            | 16.09.2023 | Wrocław             | Obronił pas mistrzowski KSW w wadze koguciej. Main Event.                                       |
| Wygrana   | 14-3-1 | Sebastian Przybysz (10-2)       | Decyzja (niejednogłośna)                    | 5     | 5:00 | XTB KSW 77: Khalidov vs. Pudzianowski     | 17.12.2022 | Gliwice             | Zdobył pas mistrzowski KSW w wadze koguciej. Bonus za walkę wieczoru. Co-Main Event.            |
| Wygrana   | 13-3-1 | Bruno Augusto dos Santos (10-3) | Decyzja (jednogłośna)                       | 3     | 5:00 | KSW 71: Ziółkowski vs. Rajewski           | 18.06.2022 | Toruń               |                                                                                                 |
| Wygrana   | 12-3-1 | Antun Račić (25-9-1)            | Poddanie (duszenie gilotynowe)              | 1     | 1:57 | KSW 63: Crime of The Century              | 04.09.2021 | Warszawa            | Bonus za poddanie wieczoru.                                                                     |
| Wygrana   | 11-3-1 | Patryk Surdyn (5-1)             | Decyzja (jednogłośna)                       | 3     | 5:00 | KSW 60: De Fries vs. Narkun 2             | 24.04.2021 | Łódź                |                                                                                                 |
| Przegrana | 10-3-1 | Sebastian Przybysz (6-2)        | TKO (ciosy na korpus w parterze)            | 3     | 1:18 | KSW 53: Reborn                            | 11.07.2020 | Warszawa            | Debiut w KSW. Eliminator do walki o pas mistrzowski KSW w wadze koguciej.                       |
| Wygrana   | 10-2-1 | Nikołaj Kondratuk (14-8)        | Poddanie (duszenie zza pleców)              | 1     | 2:28 | Eagles FC: Next Level                     | 15.02.2020 | Ciorescu            |                                                                                                 |
| Wygrana   | 9-2-1  | Gheorghe Lupu (5-5)             | Poddanie (duszenie trójkątne)               | 2     | 2:34 | Eagles Elimination                        | 26.10.2019 | ?                   |                                                                                                 |
| Wygrana   | 8-2-1  | Simone D'Anna (4-0)             | Poddanie (duszenie trójkątne)               | 1     | 1:40 | Celtic Gladiator 20                       | 28.04.2018 | Olsztyn             |                                                                                                 |
| Wygrana   | 7-2-1  | Piotr Wróblewski (4-1)          | Poddanie (duszenie gilotynowe)              | 2     | 0:38 | Spartan Fight 9: Browarski vs. Kondraciuk | 02.12.2017 | Chorzów             |                                                                                                 |
| Wygrana   | 6-2-1  | Błażej Majdan (2-1)             | Poddanie (duszenie zza pleców)              | 1     | 2:03 | Spartan Fight 8: Witos vs. Hrynchuk       | 23.09.2017 | Kraków              |                                                                                                 |
| Wygrana   | 5-2-1  | Sebastian Przybysz (2-0)        | Decyzja (jednogłośna)                       | 3     | 5:00 | ACB 63                                    | 01.07.2017 | Gdańsk              |                                                                                                 |
| Przegrana | 4-2-1  | Dukwacha Astamirow (2-0)        | TKO (ciosy pięściami w parterze)            | 2     | 4:58 | ACB 53: Young Eagles 15                   | 18.02.2017 | Olsztyn             |                                                                                                 |
| Przegrana | 4-1-1  | Dawid Gralka (4-1)              | Poddanie (skrętówka)                        | 1     | 0:57 | Spartan Fight 6                           | 17.12.2016 | Płock               |                                                                                                 |
| Wygrana   | 4-0-1  | Azamat Mustafajew (6-6)         | Poddanie (duszenie gilotynowe)              | 1     | 1:37 | Spartan Fight 5                           | 08.10.2016 | Kraków              | Limit umowny -63 kg.                                                                            |
| Remis     | 3-0-1  | Marcin Bilman (2-0)             | Remis (większościowy)                       | 3     | 5:00 | Makowski Fighting Championship 8          | 12.09.2015 | Zielona Góra        | Przejście do wagi koguciej.                                                                     |
| Wygrana   | 3-0    | Adrian Biniecki (0-1)           | Poddanie (duszenie gilotynowe)              | 1     | 4:41 | PLMMA 54                                  | 24.04.2015 | Włocławek           |                                                                                                 |
| Wygrana   | 2-0    | Igor Wojtas (0-3)               | Decyzja (niejednogłośna)                    | 3     | 5:00 | Gladiator Arena 7                         | 14.11.2014 | Pyrzyce             |                                                                                                 |
| Wygrana   | 1-0    | Nickolas Kosmel (1-0)           | Poddanie (dźwignia prosta na staw łokciowy) | 1     | 0:58 | Fighters Arena 9                          | 08.06.2014 | Józefów             | Debiut w wadze muszej.                                                                          |